# Frigyesi Gusztáv
Frigyesi Gusztáv (Kertbeny szerint Suták volt a családi neve) (1835 – Milánó, 1878. február 7.) honvéd, alezredes.

## Élete
Az 1848–49-es forradalom és szabadságharcban mint 14 éves fiú több csatában vett részt; azután az osztrákok besorozták mint őrmestert a Don Miguel ezredbe. 1859-ben az olasz hadjárat alatt átlépett az olasz hadseregbe; 1860-ban mint tisztet egy önkéntes zászlóalj szervezésével bízták meg Palermóban. Milazzónál könnyű sebet kapott; ekkor Giuseppe Garibaldi őrnaggyá nevezte ki s Monte Leone-ban térparancsnokká tette. Meggyógyulva a Basilicata zászlóaljat alakította meg, s csapatait győzelemről győzelemre vezette; részt vett az október 1-jei volturnói ütközetben, október 5-én ötezer bourbont vert vissza a capuai várba. 1861-ben a rendes hadseregbe osztották. 1862-ben Garibaldihoz állt, ki a sarnicói kudarc után, magával vitte Caprerába, s innét Szicíliába, ahol az aspremontei katasztrofa után vizsgálati fogságba került a genuai várba. 1863-ban a cuneói magyar segélysereget kiegészítő toborzókhoz ment és az ottani tiszti iskolában a katonai tudományok egyik szakosztályát adta elő a tisztjelölteknek. Garibaldi keletre küldte, egy olasz-magyar légió alakításával bíza meg, melynek Garibaldi vezérlete alatt Romániából kellett volna Magyarországba törni, s elősegíteni a velencei kérdés megoldását. Frigyesit Romániában elfogták és az egész terv meghiúsult. 1866-ban az olasz-porosz-osztrák háborúban vett részt; egyik legfényesebb tette volt a Monte Giove bevétele; később Condinót szabadította fel, ekkor a katonai vitézség érmét nyerte s alezredes lett. A hadjárat után, 1866 őszének végén Londonba ment az angol nyelv megtanulása végett. 1867-ben kereskedői pályára lépett; azonban csakhamar a politikaira tért vissza. Garibaldi titkos megbizással Németországba küldte. Visszatérve, az expedíció szervezésében tevékeny részt vett, de az olasz kormány elfogatta s a svájci határszélre kisértette. Titokban visszatért Olaszországba s Terniben két zászlóaljat szervezett, s Garibaldi a második hadsereg parancsnokává nevezte ki. Monte Rotondo bevételét együtt tervezték; Frigyesi a mentonai harcban megsebesült és Genfbe utazott. Később ismét visszatért Olaszországba s az 1867. évi hadjárat megírásával foglalkozott. 1868-ban alapította Firenzében Garibaldi fiával, Ricottival a szardíniai telepítő társulatot, mely megbukott; e miatt Garibaldinál kegyvesztett lett, mit annyira szívére vett, hogy megőrült és néhány év múlva Milánóban meghalt.

## Munkái
- L'Italia nel 1867. Storia politica e militare, Firenze, 1868–69. Két kötet, térképpel.

Cikke a Honvédben: 1868. 24. sz. Az 1867-iki római hadjárat. (Személyes visszaemlékezések).